# Elissa Ambrose
Elissa Ambrose (Montreal, Canadá) es una escritora canadiense. Ha escrito cuatro novelas románticas entre 2002 y 2004. Actualmente sirve como editora de la revista Anthology, publicada en Mesa, Arizona. Elissa es la madre de la escritora Sarah Mlynowski.

## Biografía
Elissa Ambrose nació en Montreal, Canadá. Ella se graduó en Literatura Inglesa, más tarde trabajó como programadora informática durante años. Casada, ella tiene dos hijas adultas, una de ellas es la escritora Sarah Mlynowski. En 2002, ella publicó su primera novela romántica, ahora ella sirve como editora de la revista Anthology.
Elissa reside en Arizona, junto a su marido, su gato y su cacatúa. En su tiempo libre, ella adora patinar, cocinar y viajar.

### Novelas independientes
- Journey of the heart, 2002/11
- A mother's reflection, 2003/11(El secreto de una madre, 2004/11)
- The best of both worlds, 2004/04(Tormenta de nieve, 2005/01)

### The Parks Empire Series Multi-Author(Serie Multi-autor Oscuros secretos)
5. The marriage act, 2004/11(Entre la verdad y el deseo, 2006/02)